# Amfreville-la-Mi-Voie
Pour les articles homonymes, voir Amfreville.
Amfreville-la-Mi-Voie est une commune française située dans le département de la Seine-Maritime, en région Normandie.

## Géographie

### Localisation
Amfreville-la-Mi-Voie est située à 5 km au sud de Rouen, sur la rive droite et la rive gauche de la Seine, dans le canton de Darnétal.

### Hydrographie
La commune est située dans le bassin Seine-Normandie. Elle est drainée par la Seine, un bras de la Seine et un autre petit cours d'eau.
La Seine, qui prend sa source à Source-Seine, en Côte-d'Or, sur le plateau de Langres, traverse le département avec de larges méandres sur son flanc sud et se jette dans la Manche entre Le Havre et Honfleur. 

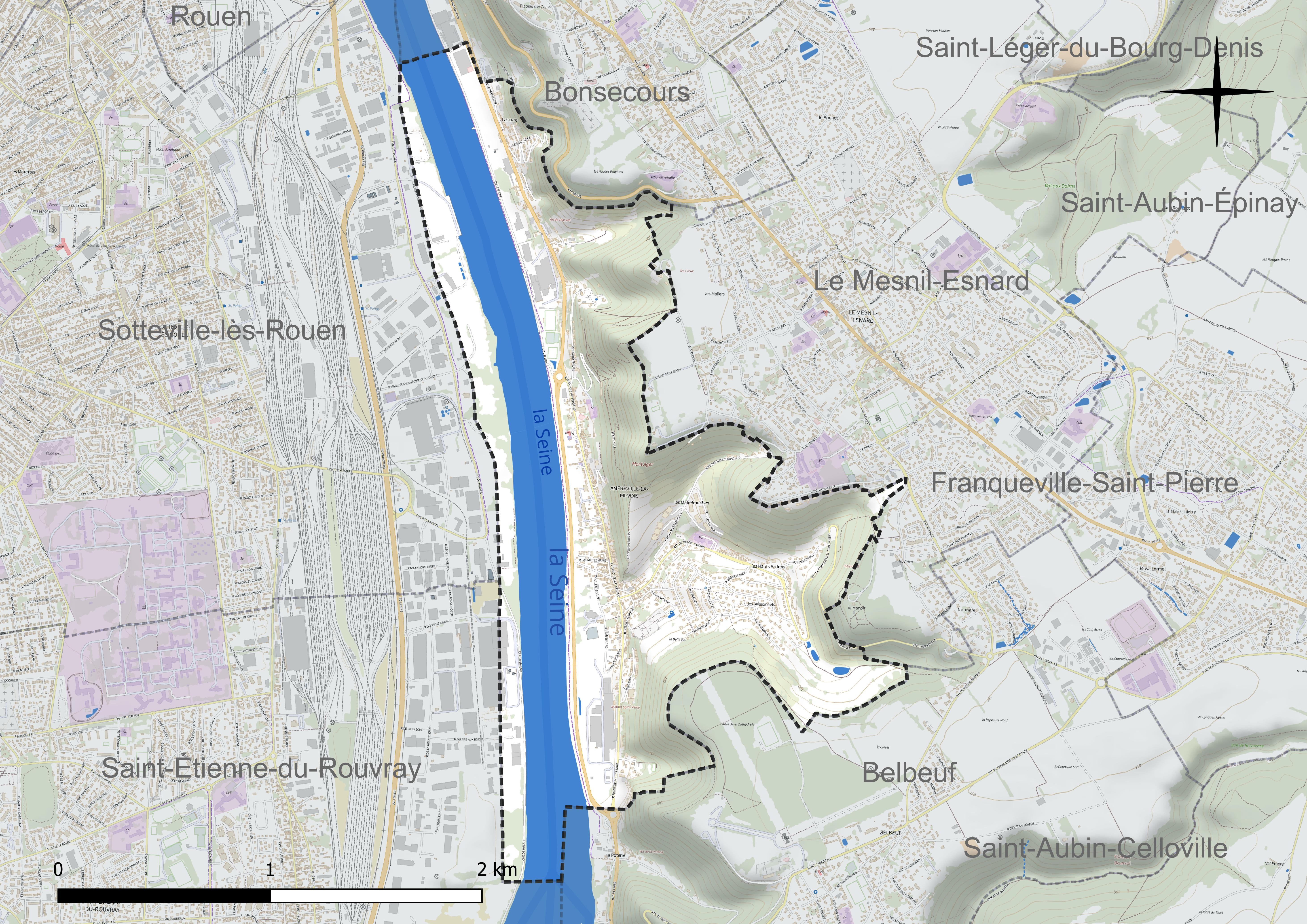
Réseau hydrographique d'Amfreville-la-Mi-Voie.

### Climat
Pour des articles plus généraux, voir Climat de la Normandie et Climat de la Seine-Maritime.
En 2010, le climat de la commune est de type climat océanique altéré, selon une étude du CNRS s'appuyant sur une série de données couvrant la période 1971-2000. En 2020, Météo-France publie une typologie des climats de la France métropolitaine dans laquelle la commune est exposée à un climat océanique et est dans la région climatique Côtes de la Manche orientale, caractérisée par un faible ensoleillement (1 550 h/an) ; forte humidité de l’air (plus de 20 h/jour avec humidité relative > 80 % en hiver), vents forts fréquents. Parallèlement le GIEC normand, un groupe régional d’experts sur le climat, différencie quant à lui, dans une étude de 2020, trois grands types de climats pour la région Normandie, nuancés à une échelle plus fine par les facteurs géographiques locaux. La commune est, selon ce zonage, exposée à un « climat contrasté des collines », correspondant au Pays d’Auge, Lieuvin et Roumois, moins directement soumis aux flux océaniques et connaissant toutefois des précipitations assez marquées en raison des reliefs collinaires qui favorisent leur formation.
Pour la période 1971-2000, la température annuelle moyenne est de 10,5 °C, avec une amplitude thermique annuelle de 13,4 °C. Le cumul annuel moyen de précipitations est de 781 mm, avec 12,1 jours de précipitations en janvier et 8,2 jours en juillet. Pour la période 1991-2020, la température moyenne annuelle observée sur la station météorologique la plus proche, située sur la commune de Rouen à 5 km à vol d'oiseau, est de 12,6 °C et le cumul annuel moyen de précipitations est de 817,9 mm,. Pour l'avenir, les paramètres climatiques de la commune estimés pour 2050 selon différents scénarios d'émission de gaz à effet de serre sont consultables sur un site dédié publié par Météo-France en novembre 2022.

## Urbanisme

### Typologie
Au 1er janvier 2024, Amfreville-la-Mi-Voie est catégorisée grand centre urbain, selon la nouvelle grille communale de densité à sept niveaux définie par l'Insee en 2022.
Elle appartient à l'unité urbaine de Rouen, une agglomération inter-départementale regroupant 50  communes, dont elle est une commune de la banlieue,,. Par ailleurs la commune fait partie de l'aire d'attraction de Rouen, dont elle est une commune du pôle principal,. Cette aire, qui regroupe 317 communes, est catégorisée dans les aires de 200 000 à moins de 700 000 habitants,.

### Occupation des sols
L'occupation des sols de la commune, telle qu'elle ressort de la base de données européenne d’occupation biophysique des sols Corine Land Cover (CLC), est marquée par l'importance des territoires artificialisés (52,1 % en 2018), en augmentation par rapport à 1990 (46,9 %). La répartition détaillée en 2018 est la suivante : 
zones urbanisées (28,1 %), zones industrielles ou commerciales et réseaux de communication (23,7 %), forêts (23 %), eaux continentales (19,4 %), prairies (5,4 %), espaces verts artificialisés, non agricoles (0,2 %), zones agricoles hétérogènes (0,1 %). L'évolution de l’occupation des sols de la commune et de ses infrastructures peut être observée sur les différentes représentations cartographiques du territoire : la carte de Cassini (XVIIIe siècle), la carte d'état-major (1820-1866) et les cartes ou photos aériennes de l'IGN pour la période actuelle (1950 à aujourd'hui).

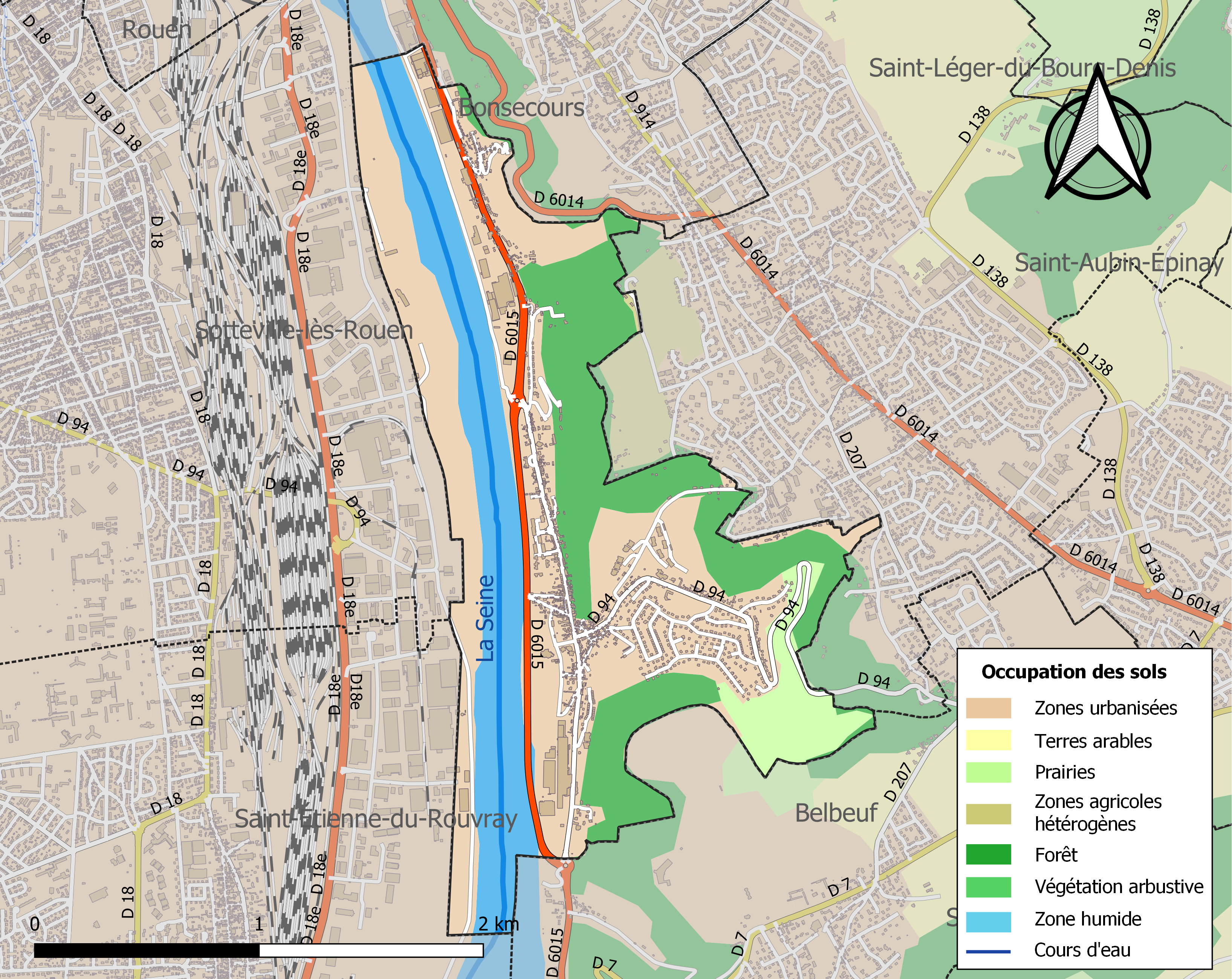
Carte des infrastructures et de l'occupation des sols de la commune en 2018 (CLC).

### Voies de communication et transports
La ligne de bus 15 permet de rejoindre le centre-ville de Rouen en une vingtaine de minutes, avec un bus toutes les 25 minutes en moyenne. La ligne 15 comporte ainsi 50 rotations par jour dans le sens Amfreville-Rouen et 48 dans l'autre sens. Le 1er bus part à 5 h 45 et le dernier bus revient à 21 h 15.

## Toponymie
Amfreville-la-Mi-Voie est une mentionnée sous les formes Offredivilla et Offrevilla en 1205, Onfreville en 1217 (Arch. S.-M. cart. f. 32), Ouffreivilla en 1226 (Archives départementales de la Seine-Maritime, 25 H), Onffreville en 1319, Offreville en 1392 (Arch. S.-M., G 3267), Onffreville la mi-voie en 1395 (Arch. S.-M., B Ech. f. 172 v.), Onffrevilla media via en 1441 et en 1442 (Arch. S.-M., G 9439), Onffreville la myvoie en 1444 (Arch. S.-M., tab. Rouen), Onffreville la Mivoye en1463 (Arch. S.-M., tab. Rouen), Offreville en 1471 (Arch. S.-M., G 3269), Amfrevilla media via en 1501 (Arch. S.-M., G. 9402), Oufreville la my voie en 1648, Amfreville la Myvoie en 1738 (pouillé), Amfreville la mivoye en 1757 (carte de Cassini), Amfreville la Mivoye en 1788 (Dict.), Amfreville la mi Voie en 1952 (I.G.N.).
Les formes anciennes indiquent que le premier élément Amfre- d’Amfreville n'est pas analogue à celui des autres Amfreville de Normandie. En effet, pour ces derniers, elles sont toutes du type Ansfridivilla, Ansfredivilla, dans lesquels le premier élément représente manifestement l'anthroponyme vieux norrois Ásfríðr, le plus souvent de genre féminin, et qui se perpétue dans les noms de famille normand Anfry et Lanfry (< l'Anfry). Il s'est confondu avec le nom de personne francique Ansfred, d'où le patronyme normand Anfray.
Dans le cas d'Amfreville-la-Mi-Voie, au vu des formes anciennes, il est préférable d'avoir recours à son équivalent vieil anglais Ōs-ferð (Osferth) de même étymologie germanique.
La toponymie ancienne des environs est constituée de nombreux noms de lieux scandinaves ou anglo-scandinaves : Boos, Belbeuf, Le Thuit, Normare, Bouquelon, Inglemare, etc.
Le déterminant complémentaire la-mi-Voie, attesté en 1395, évoque la route de Rouen à Pont-de-l'Arche qui traverse ce village (cf. le Boullay-Mivoye sur la route de Dreux à Chartres), le nom s'explique parce que la commune se trouve, à peu près, à mi-chemin de Rouen et du Port-Saint-Ouen où se trouvait la première poste sur le grand chemin de Paris, le complément qui constitue un syntagme assez rare apparaît à la fin du XIVe siècle.
Lescure, lieu-dit d'Amfreville-la-Mi-voie, a laissé son nom à un quai de Seine : quai Lescure. Contrairement aux apparences, il ne semble pas s'agir du nom de personne méridional Lescure qui aurait été importé et qui est issu des toponymes occitans du type Lescure. En effet, il est déjà attesté sous la forme Scurra vers 1055. La conservation du s devant le c est graphique et sert à indiquer un [e] ou un [ɛ] (cf. Ménesqueville).
Ernest Nègre explique le mot escure comme un ancien terme de langue d'oïl signifiant « grange » et que l'on retrouve dans Escures-sur-Favières (Calvados, Escurium 1154) et Xures (Meurthe-et-Moselle, Scuris 1103), ainsi que les lieux-dits Escures à Commes et à Saint-Jean-le-Blanc, également situés dans le département du Calvados. Ce même terme se retrouve en langue d'oc, mais le type toponymique est plutôt Lescure (cf. ci-dessus).
L'étymologie d'escure est germanique, d'une racine *skūr- (vieux haut allemand sciura, scûra > Scheuer « grange », néerlandais schuur, danois skure « abris »), plutôt francique au nord (voire saxon dans le Calvados) et gotique au sud.

## Histoire

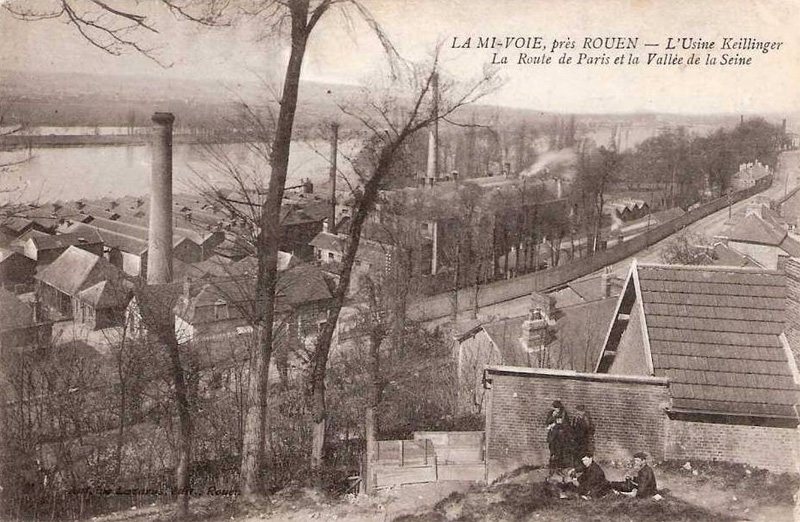
Amfreville industrielle au début du siècle dernier.

Une seule berge était aménagée pour le halage, la rive gauche de la Seine étant inondable et donc souvent marécageuse, les ouvriers du fleuve n'avaient pas d'autre choix que de passer par Amfreville-la-Mi-Voie.
Autrefois commune industrielle[Quand ?] (fabrique d'alun ou de nitrate de plomb, fonderie…) et berceau de la batellerie (chantiers navals, Amfreville ne compte plus actuellement[Quand ?] que deux entreprises, Tréfimétaux, devenu Pirelli puis Prysmian, spécialisée dans la fabrication de câbles et Eureka, leader de la fripe et des vêtements vintage, installée dans l'ancienne usine Keittinger (carte postale), devenue entretemps Patis France.
Considérée pendant de très nombreuses années uniquement comme un axe de circulation (on comptait jusqu'à 18 000 véhicules par jour en centre-ville)[réf. nécessaire], une déviation de la RD 6015 en 1997 a été ouverte en 1997.

## Politique et administration

### Liste des maires
| Période                                  | Période                           | Identité           | Étiquette | Qualité                        |
| ---------------------------------------- | --------------------------------- | ------------------ | --------- | ------------------------------ |
| 1848                                     |                                   | Soury              |           |                                |
| 1884                                     |                                   | Maurice Keittinger |           | Directeur d'usine              |
| 1904                                     |                                   | Keittinger         |           |                                |
| 1913 ?                                   | décembre 1918                     | Louis Abroboc      |           |                                |
| Les données manquantes sont à compléter. |                                   |                    |           |                                |
| décembre 1918                            | mai 1925                          | Ernest Gamblin     |           |                                |
| mai 1925                                 | 8 février 1938 (mort en fonction) | Michel Jacob       |           | Directeur d'usine              |
| avril 1938                               | août 1944                         | Lucien Margris     |           |                                |
| septembre 1944                           | novembre 1947                     | Henri Mignot       |           |                                |
| mai 1953                                 | mars 1971                         | Léopold Féret      |           |                                |
| mars 1971                                | mars 1983                         | Bernard Langlois   | PCF       |                                |
| mars 1983                                | mars 2008                         | Claude Avisse      | PS        |                                |
| mars 2008                                | juillet 2020                      | Luc Von Lennep     | PS        | Professeur des écoles retraité |
| juillet 2020,                            | En cours                          | Hugo Langlois      | PS        | Professeur des écoles          |

## Équipements et services publics

### Espaces publics

#### Centre culturel Simone-Signoret
Implanté en bordure de Seine, sur l’emplacement de l’ancien château d'Amfreville, pour remplacer la salle des fêtes ne répondant plus aux normes de sécurité, ce bâtiment possède une architecture contemporaine.

#### Parc Lacoste
Des sentiers ont été aménagés dans ce parc communal.

## Population et société

### Démographie

#### Évolution démographique
L'évolution du nombre d'habitants est connue à travers les recensements de la population effectués dans la commune depuis 1793. Pour les communes de moins de 10 000 habitants, une enquête de recensement portant sur toute la population est réalisée tous les cinq ans, les populations de référence des années intermédiaires étant quant à elles estimées par interpolation ou extrapolation. Pour la commune, le premier recensement exhaustif entrant dans le cadre du nouveau dispositif a été réalisé en 2008.

En 2022, la commune comptait 3 280 habitants, en évolution de +1,8 % par rapport à 2016 (Seine-Maritime : +0,35 %, France hors Mayotte : +2,11 %).
| 1793 | 1800 | 1806 | 1821 | 1831 | 1836  | 1841 | 1846  | 1851  |
| ---- | ---- | ---- | ---- | ---- | ----- | ---- | ----- | ----- |
| 514  | 337  | 402  | 643  | 811  | 1 009 | 920  | 1 080 | 1 110 |

| 1856  | 1861  | 1866  | 1872  | 1876  | 1881  | 1886  | 1891  | 1896  |
| ----- | ----- | ----- | ----- | ----- | ----- | ----- | ----- | ----- |
| 1 116 | 1 237 | 1 254 | 1 215 | 1 286 | 1 290 | 1 322 | 1 376 | 1 394 |

| 1901  | 1906  | 1911  | 1921  | 1926  | 1931  | 1936  | 1946  | 1954  |
| ----- | ----- | ----- | ----- | ----- | ----- | ----- | ----- | ----- |
| 1 447 | 1 503 | 1 552 | 1 684 | 1 688 | 2 013 | 2 006 | 2 009 | 2 407 |

| 1962  | 1968  | 1975  | 1982  | 1990  | 1999  | 2006  | 2008  | 2013  |
| ----- | ----- | ----- | ----- | ----- | ----- | ----- | ----- | ----- |
| 2 389 | 2 430 | 2 093 | 2 509 | 2 556 | 2 869 | 3 022 | 3 063 | 3 250 |

| 2018  | 2022  | - | - | - | - | - | - | - |
| ----- | ----- | - | - | - | - | - | - | - |
| 3 324 | 3 280 | - | - | - | - | - | - | - |

#### Pyramide des âges
La population de la commune est relativement jeune.
En 2018, le taux de personnes d'un âge inférieur à 30 ans s'élève à 42,9 %, soit au-dessus de la moyenne départementale (36,5 %). À l'inverse, le taux de personnes d'âge supérieur à 60 ans est de 17,1 % la même année, alors qu'il est de 26,0 % au niveau départemental.
En 2018, la commune comptait 1 626 hommes pour 1 698 femmes, soit un taux de 51,08 % de femmes, légèrement inférieur au taux départemental (51,90 %).
Les pyramides des âges de la commune et du département s'établissent comme suit.
| Hommes | Classe d’âge | Femmes |
| ------ | ------------ | ------ |
| 0,2    | 90 ou +      | 0,5    |
| 4,2    | 75-89 ans    | 6,1    |
| 11,1   | 60-74 ans    | 12,0   |
| 20,9   | 45-59 ans    | 20,0   |
| 19,6   | 30-44 ans    | 19,6   |
| 22,6   | 15-29 ans    | 23,9   |
| 21,4   | 0-14 ans     | 18,0   |

| Hommes | Classe d’âge | Femmes |
| ------ | ------------ | ------ |
| 0,7    | 90 ou +      | 1,8    |
| 6,7    | 75-89 ans    | 9,6    |
| 16,7   | 60-74 ans    | 18     |
| 19,4   | 45-59 ans    | 19     |
| 18,5   | 30-44 ans    | 17,5   |
| 19,2   | 15-29 ans    | 17,4   |
| 18,9   | 0-14 ans     | 16,7   |

### Cultes
Amfreville-la-Mi-Voie appartient à la paroisse catholique Saint-Paul du Mesnil – Plateau de Boos qui fait partie du doyenné Rouen-Nord de l'archidiocèse de Rouen.

## Économie

### Entreprises et commerces
- Entreprise de fabrication de câbles électriques MT et BT (groupe italien Prysmian, ex-Câbles Pirelli).

## Culture locale et patrimoine

### Lieux et monuments

#### Église Saint-Remi

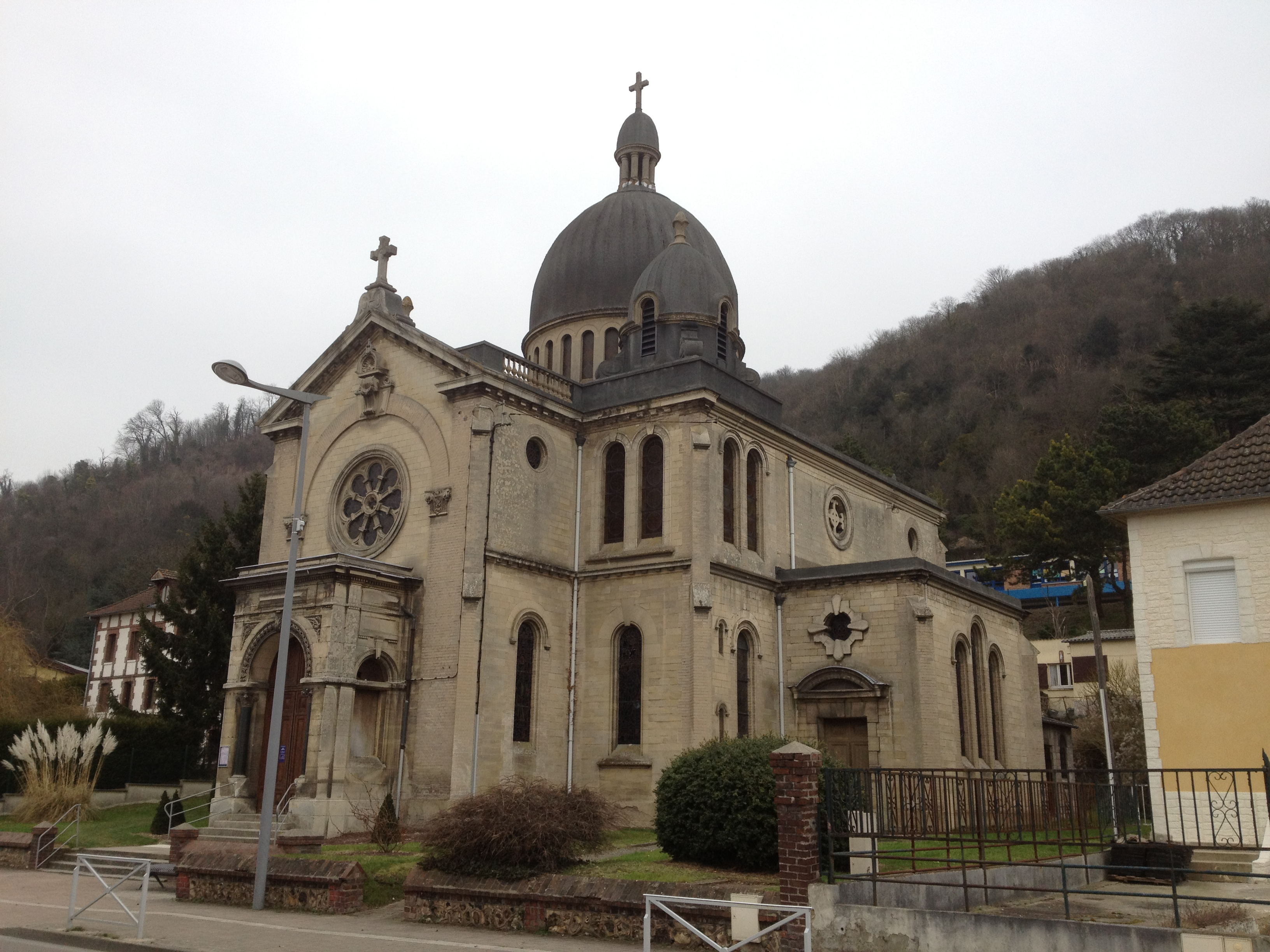
L'église Saint-Remi.

De style « renaissance byzantine » (unique dans la région), elle a été érigée en centre ville en 1908 pour remplacer l’ancienne église devenue vétuste et difficile d’accès. C'est une réalisation des architectes Charles Lassire et Lesueur, fortement inspirée (en beaucoup plus petit) par la basilique du Sacré-Cœur de Montmartre. Construite en 1907, le matériau retenu est le béton. L'une des toutes premières à être construite sous le nouveau régime de la séparation des Églises et de l'État, elle est inaugurée le 28 juin 1908 et désacralisée en août 2017.

#### La mairie
Achevée en 1884, sous la Troisième République, après bien des difficultés techniques et financières, la nouvelle école de garçons et le logement du directeur ont laissé place au cours du temps à la mairie et au Musée du patrimoine des écoles.

### Personnalités liées à la commune
- Jean Ulrich Guttinguer (1742-1825), homme politique, y est mort.
- Ulric Guttinguer (1787-1866), poète, y a vécu.
- André Durand (1807-1867) peintre, dessinateur, lithographe né et inhumé en cette ville.
- Georges Le Meilleur (1861-1945), peintre et graveur, y est mort.
- famille Umfraville.

### Héraldique
| Armes de Amfreville-la-Mi-Voie | Les armes de la commune d'Amfreville-la-Mi-Voie se blasonnent ainsi : Parti : au 1er mi-parti d'azur à l'ancre de sable cordée et bordée d'or, au 2e mi-parti de gueules à la roue dentée d'argent, à la cotice en barre de sinople bordée d'or brochant sur le tout et entravaillée dans l'ancre et la roue dentée, le tout sommé d'un chef parti : au 1er de gueules à deux léopards d'or, l'un au-dessus de l'autre, au 2e d'or à trois marteaux de gueules. Les deux léopards d'or sur champ de gueules rappellent les armes de la Normandie. |